# Jean-Alain Boumsong
Jean-Alain Boumsong (Duala, 14 de dezembro de 1979) é um ex-futebolista camaronês naturalizado francês que atuou como zagueiro. Boumsong fez parte do elenco da seleção francesa vice-campeã da Copa do Mundo de 2006.

## Seleção
Disputou a Copa das Confederações de 2003, na qual a seleção de seu país foi campeã.

## Títulos
França
- Copa das Confederações: 2003